# Kyrgyzstan Cup 2024
Der Kyrgyzstan Cup 2024 war die 33. Saison eines K.-o.-Fußballwettbewerbs in Kirgistan. Das Turnier wurde von der Football Federation of Kyrgyz Republic organisiert. Er begann mit der Vorrunde am 4. Mai 2024 und endete mit dem Finale am 15. September 2024. Titelverteidiger war der 	Muras United FC

## Termine
| Runde         | Datum              |
| ------------- | ------------------ |
| Vorrunde      | 4./5. Mai 2024     |
| Viertelfinale | 19./20. Juni 2024  |
| Halbfinale    | 17./22. Juli 2024  |
| Finale        | 15. September 2024 |

## Vorrunde
|                | Ergebnis          |                    |
| -------------- | ----------------- | ------------------ |
| 4./5. Mai 2024 |                   |                    |
| Alga Bischkek  | 1:1 (13:12 i. E.) | Ilbirs Bischkek    |
| FK Kara-Balta  | 1:3               | FK Dordoi Bischkek |

## Viertelfinale
|                        | Ergebnis        |                    |
| ---------------------- | --------------- | ------------------ |
| 19./20. Juni 2024      |                 |                    |
| North Zone             |                 |                    |
| Alga Bischkek          | 0:2             | Abdish-Ata Kant    |
| FK Talant              | 1:0             | FK Dordoi Bischkek |
| South Zone             |                 |                    |
| FC Neftchi Kochkor-Ata | 0:0 (5:3 i. E.) | Alai Osch          |
| OshMU Aldier FC        | 1:3             | Muras United FC    |

## Halbfinale
Die Hinspiele fanden am 17. Juli 2024, die Rückspiele am 22. Juli 2024, statt
|                        | Gesamt |                 | Hinspiel | Rückspiel       |
| ---------------------- | ------ | --------------- | -------- | --------------- |
| FC Neftchi Kochkor-Ata | 1:2    | Abdish-Ata Kant | 1:2      | 0:0             |
| FK Talant              | 2:2    | Muras United FC | 1:0      | 1:2 (3:5 i. E.) |

## Finale
|                    | Ergebnis  |                 |
| ------------------ | --------- | --------------- |
| 15. September 2024 |           |                 |
| Muras United FC    | 3:2 n. V. | Abdish-Ata Kant |